# Turku i Pori
Turku i Pori és una antiga província de Finlàndia. És el seu nom en finès és: Turun ja Porin lääni, mentre que en suec és: Åbo och Björneborgs län. La seua capital era Turku.
Seguint un antic comtat sueco-finès, establert el 1634, Turku i Pori va ser una de les divisions administratives després de la independència de Finlàndia, el 1917. Un any després, les Illes Åland se separen per constituir una altra província.
El 1997 es fusiona amb les províncies de Vaasa i Finlàndia Central, així com la part septentrional de la Província de Häme, per tal de conformar la nova Província de Finlàndia Occidental.

## Governadors
- Jacob Bure (1698-1706)
- Justus von Palmenberg (1706-1714)
- Johan Stiernstedt (1714-1722)
- Otto Reinhold Uexkull (1722-1746)
- Lars Johan Ehrenmalm (1747-1749)
- Johan Georg Lillienberg (1749-1757)
- Jeremias Wallén (1757-1769)
- Christoffer Johan Rappe (1769-1776)
- Fredrik Ulrik von Rosen (1776-1781)
- Magnus Wilhelm Armfelt (1781-1790)
- Ernst Gustaf von Willebrand (1790-1806)
- Knut von Troil (1806-1809)
- Kaarlo Collan (1917-1922)
- Ilmari Helenius (1922-1932)
- Frans Wilho Kyttä (1932-1949)
- Erkki Härmä (1949-1957)
- Esko Kulovaara (1957-1971)
- Sylvi Siltanen (1972-1976)
- Paavo Aitio (1977-1985)
- Pirkko Työläjärvi (1985-1997)